# Joe Doherty
Joseph Patrick Thomas „Joe“ Doherty (* 20. Januar 1955 in Belfast, Nordirland) ist ein ehemaliger Freiwilliger der Provisional IRA. Nach seiner Flucht aus einem Gefängnis in Belfast 1981 wurde er in Abwesenheit wegen Mordes am SAS-Offizier Herbert Westmacott zu lebenslanger Haft verurteilt. Er konnte sich in die USA absetzen, wo er 1983 vom FBI verhaftet wurde und anschließend letztlich erfolglos über neun Jahre gegen seine Auslieferung und Deportation nach Großbritannien ankämpfte. 1998 wurde er in Nordirland aus der Haft entlassen und widmete sich fortan Friedensprojekten. Insgesamt verbrachte er rund 23 Jahre in Gefängnissen. Von der IRA hatte er sich 1987 losgesagt.
Während seiner Haftzeit in den USA erfuhr er teilweise hohe Unterstützung aus der Öffentlichkeit, Politik und Religion. Eine Straßenecke in Lower Manhattan trägt seinen Namen, zudem widmet sich eine Folge der ersten Staffel der Serie Law & Order lose seinem Fall.

## Kindheit und Familie
Joe Doherty wurde als ältester Sohn eines katholischen Paares im vorwiegend von Katholiken bewohnten Stadtteil New Lodge im Norden von Belfast geboren. Er lebte im Bereich der New Lodge Road, welche zu dieser Zeit mehrheitlich von Protestanten bewohnt wurde. Sein Großvater mütterlicherseits, Alexander Darragh, war Freiwilliger der IRA, kämpfte im irischen Unabhängigkeitskrieg und wurde mit der Irish War Of Independence Medal ausgezeichnet. Sein Großvater väterlicherseits, James Doherty, war führender Offizier der Irish Citizen Army (ICA) in Belfast.
Im Alter von fünf bis 14 Jahren ging Joseph Doherty zur Schule und arbeitete danach als Installateur. Aufgrund der schwierigen Lebensumstände in Belfast waren viele seiner Verwandten nach Australien, Kanada und Südafrika ausgewandert.
Im Alter von etwa zwölf Jahren war er Mitglied einer Gang und wurde erstmals straffällig. Wegen Einbrüchen und Diebstählen wurde er von einem Gericht kurzzeitig in eine von Priestern betriebene Besserungsanstalt eingewiesen.

## Werdegang in der IRA
Ab den Unruhen 1969 erhielt die zuvor nahezu bedeutungslose IRA regen Zulauf, nachdem sie sich bei spektakulären Einzelaktionen als Beschützer der bedrängten Katholiken vor gewaltbereiten Protestanten auszeichnen konnte. Die British Army hatte ihr Ansehen durch ihr scheinbar einseitiges Vorgehen gegen die katholischen Bewohner in Belfast verloren, wozu auch die Falls Curfew beitrug.
Joe Doherty ging laut eigener Aussage im Alter von 15 Jahren 1971 zur Provisional IRA, wo er den Umgang mit Waffen und Sprengstoff erlernte und als Späher und Schmuggler eingesetzt wurde. Im Alter von 17 Jahren wurde er offizielles IRA-Mitglied und war an mehreren Schießereien beteiligt. Am 20. Januar 1972 wurde er erstmals verhaftet und verbrachte sieben Monate in einem Jugendlager. Im Alter von 19 Jahren wurde er erneut verhaftet und verbrachte sechs Jahre im Gefängnis, nachdem er beim Transport einer Bombe in seinem Fahrzeug von der Polizei erwischt worden war. 1979 wurde er entlassen.
Doherty wurde anschließend Mitglied der Belfaster M60-Gang, welche ihren Namen aufgrund der Verwendung eines M60-Maschinengewehrs erhielt. Mit dieser Waffe wurden mehrere Feuerüberfälle auf Sicherheitskräfte verübt und dabei bis zu acht Menschen getötet. Bei einem Festnahmeversuch der Gang am 2. Mai 1980 in der Belfaster Antrim Road entwickelte sich ein Feuergefecht, bei dem der SAS-Offizier Herbert Westmacott getötet wurde. Joe Doherty und die weiteren Gangmitglieder ergaben sich erst nach einer rund halbstündigen Belagerung.
Im Juni 1981 entkam Doherty mit sieben weiteren IRA-Männern durch Waffengewalt aus dem Belfaster Crumlin Road-Gefängnis, zwei Tage bevor er wegen Mordes an Westmacott zu lebenslanger Haft verurteilt worden wäre. Seine Verurteilung wurde in seiner Abwesenheit ausgesprochen. Mit Hilfe der IRA floh er 1982 mit einem gefälschten Pass per Flugzeug in die USA und arbeitete unter falschem Namen in einer Bar in New York City.

## Kampf gegen die Auslieferung und Deportation
Im Juni 1983 wurde er an seiner Arbeitsstelle vom FBI verhaftet und kam ins Metropolitan Correctional Center von New York, wo er politisches Asyl beantragte. Großbritannien stellte 1983 einen Auslieferungsantrag, welcher im Dezember 1984 vom Bezirksgericht in Brooklyn abgelehnt wurde. Bundesrichter John E. Sprizzo hatte entschieden, dass Dohertys Tat als politischer Akt einzustufen ist und ihm deshalb Asyl zu gewähren sei. Dieses Urteil wurde durch das New Yorker Berufungsgericht und Bundesrichter Charles S. Haight bestätigt, nachdem es zu einer Berufung durch die Regierung gekommen war.
Da eine Auslieferung somit rechtlich verhindert war, leitete das Justizministerium ein Deportationsverfahren ein, da Doherty als illegaler Einwanderer ins Land gekommen war. Für den Fall einer Deportation entschied sich Doherty als Zielland für die Republik Irland. Dort hätte ihm aufgrund eines grenzüberschreitenden Abkommens zwar eine bis zu zehnjährige Haftstrafe wegen des Ausbruchs von Belfast gedroht, doch wäre ihm eine Überstellung nach Großbritannien erspart geblieben. Diese Entscheidung wurde von Einwanderungsrichter Howard I. Cohen 1986 genehmigt. Dagegen berief jedoch der Immigration and Naturalization Service. Assistant Director Jay Scott Blackmun bestätigte 1987, dass es im Auslieferungsverfahren und auch im Deportationsverfahren Ziel der Regierung gewesen sei, Joe Doherty in das Vereinigte Königreich zu verbringen. Dohertys Anwälte erklärten, ihr Mandant solle aus Dank für die britische Unterstützung der Operation El Dorado Canyon aus dem Jahr 1986 in das Königreich deportiert werden.
Im Dezember 1987 ratifizierte Irland auf Druck der USA und Großbritanniens die European Convention on Terrorism, wonach Doherty von Irland aus eine Auslieferung an Großbritannien gedroht hätte. Anschließend strebte Doherty erneut politisches Asyl an. Im Juni 1988 verfügte Justizminister Edwin Meese seine Auslieferung an Großbritannien, eine Entscheidung, die von seinem Amtsnachfolger Dick Thornburgh aufgehoben wurde. Thornburgh verlangte Argumente für eine Überprüfung des Asylantrags.
1991 wurde Doherty in das United States Penitentiary von Lewisburg in Pennsylvania verlegt. Im Januar 1992 gab der Oberste Gerichtshof unter William H. Rehnquist bekannt, dass Doherty kein Recht auf eine erneute Anhörung habe und verfügte dessen Auslieferung an Großbritannien. Laut Gericht werde er in Großbritannien wegen krimineller, nicht politischer Aktivitäten verfolgt.
Zu den Personen, welche sich für einen Verbleib Dohertys in den USA aussprachen, zählten unter anderem Senator John Kerry, Kongressabgeordneter Peter T. King, New Yorks Bürgermeister David Dinkins und New Yorks Erzbischof John Joseph O’Connor. Seine Popularität in New York wurde auch dadurch deutlich, dass die Stadtverwaltung 1990 eine Straßenecke an der Kreuzung Pearl und Park South Street, nahe dem Metropolitan Correctional Center, in Joseph Doherty Corner umbenannte.

## Zurück in Nordirland
Im Februar 1992 wurde er auf dem Gelände einer US-Luftwaffenbasis in England an die britischen Behörden übergeben und von der Royal Air Force nach Nordirland überführt, wo er erneut im Crumlin Road-Gefängnis inhaftiert wurde. Im November 1998 wurde er auf Grundlage des Karfreitagsabkommens entlassen. Er befand sich zu diesem Zeitpunkt im legendären Gefängnis Maze Prison.
Doherty hatte sich schon 1987 von der IRA losgesagt und setzte sich nach seiner Entlassung für Jugendliche und Friedensprojekte ein, unter anderem besuchte er 2009 für das Projekt Peace Counts eine Schule in Bayern.